# Ураясу (станция, Тиба)
Станция Ураясу (яп. 浦安駅 ураясу эки) — железнодорожная станция на линии Тодзай расположенная в городе Ураясу префектуры Тиба. Станция обозначена номером T-18. Была открыта 29-го марта 1969 года.

## Планировка станции
Две платформы бокового типа и два пути.
| 1 | ○ Линия Тодзай | Ниси-Фунабаси, Тоё-Кацудай                                |
| 2 | ○ Линия Тодзай | Отэмати, Иидабаси, Такаданобаба, Накано, Линия Тюо Митака |

## Близлежащие станции
| «     |  | Линия        |  | »             |
| ----- |  | ------------ |  | ------------- |
| Касай |  | Линия Тодзай |  | Минами-Гётоку |